# Бродец (приток Ужа)
Бродец — правый приток реки Уж, протекающий по Коростенскому району районам (Житомирская область).

## География
Длина — 10 км. Площадь бассейна — 45,7 км². Служит водоприёмником системы каналов. Русло выпрямлено в канал (канализировано), шириной 5 м и глубиной 1,2 м, дно песчаное.  
Берёт начало на болотном массиве непосредственно юго-восточнее села Буда-Бобрица. Река течёт на северо-запад. Впадает в реку Уж (на 243-м км от её устья) восточнее села Берёзовка. 
Пойма очагами занята болотами и лугами, лесам. 
Населённые пункты на реке (от истока к устью):
Бывший Емильчанский район
1. Буда-Бобрица
2. Киянка